# 小行星2344
小行星2344，即西藏小行星（2344 Xizang），是太阳系的小行星之一，位于小行星带。
小行星2344于1979年9月27日由南京紫金山天文台发现，后用中国西南部的省份西藏为其命名。

## 内部连接
- 西藏
- 小行星列表/2001-3000